# Shigeyoshi Inoue
Dans ce nom japonais, le nom de famille, Inoue, précède le nom personnel mais cet article utilise l'ordre occidental où le prénom précède le nom..
Pour les articles homonymes, voir Inoue.
Shigeyoshi Inoue (井上成美, Inoue Shigeyoshi, 1889-1975) était un amiral japonais de la Marine impériale durant la Seconde Guerre mondiale. Il fut commandant de la 4e flotte et donc responsable de l'opération Mo, prévoyant d'attaquer Port Moresby, qui a provoqué la bataille de la mer de Corail, en mai 1942. Il a été vice-ministre de la Marine, d'août 1944 à mai 1945.

## Carrière

### Avant la Guerre du Pacifique
Diplômé en 1909 de l'Académie navale impériale du Japon, classé 2e sur 179 élèves dans la 37e promotion, il embarque comme midship (Shōi Kōhosei) sur le croiseur cuirassé Soya (ex-russe Varyag), sur le cuirassé pré dreadnought Mikasa et sur le croiseur-cuirassé Kasuga. Comme enseigne de vaisseau (Shōi puis Chūi) de 1910 à 1915, il embarque sur le croiseur cuirassé reclassé croiseur de bataille Kurama puis il suit les cours de l'École de Canonnage et de l'École de Torpillage. Il embarque ensuite sur le croiseur protégé Takachiho, et sur le croiseur de bataille Hiei. Comme lieutenant de vaisseau (Daii) de 1915 à 1921, il embarque sur le cuirassé Fusō. Il suit les premiers cours de l'École de Guerre navale, puis reçoit le commandement de l'aviso Yodo. À la fin de 1918, il est nommé attaché militaire en Suisse, et doit apprendre l'allemand. En 1919, il fait partie de la délégation diplomatique japonaise à la conférence de paix de Paris. En 1920, il est nommé attaché militaire en France, et apprend le français. En décembre 1921, il est promu capitaine de corvette (Shōsa), et rentre au Japon. Il embarque sur le croiseur léger Kuma, achève, en 1924, sa scolarité à l'École de Guerre Navale, classé 3e sur 21 dans la 22e promotion, et remplit des fonctions d'officier d'état-major, notamment au Bureau des Affaires Navales du Ministère de la Marine. Promu en 1925 capitaine de frégate (Chūsa), il est, de 1927 à 1929, attaché naval en Italie.

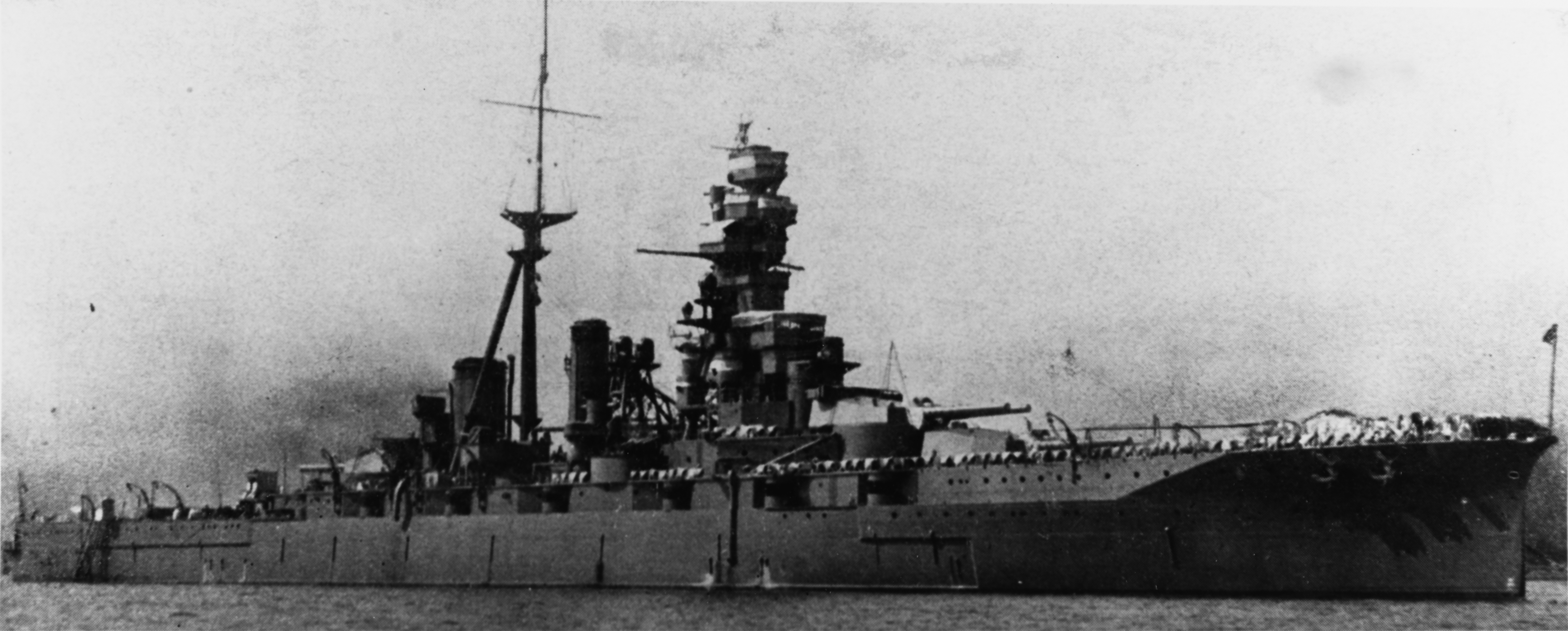
Le Hiei partiellement désarmé en 1933

Promu capitaine de vaisseau (Daisa) en 1929, il est instructeur à l'École de Guerre Navale, puis il exerce à nouveau des fonctions d'officier d'état-major, à l'État-Major Général de la Marine et au Ministère de la Marine, notamment comme chef de la 1re Section du Bureau des Affaires Navales. Il est affecté à l'état-major du District naval de Yokosuka, et reçoit, fin 1933, le commandement du Hiei, réduit au statut de cuirassé d'entrainement en application du Traité naval de Londres de 1930 ,.
Nommé contre-amiral, le 15 novembre 1935, il revient au District Naval de Yokosuka, comme chef d'état-major, puis est attaché à l'État-Major Général de la Marine et au Ministère de la Marine, comme Directeur du Bureau des Affaires Navales, de 1937 à 1939. Il est proche du vice-amiral Yamamoto, alors Vice-Ministre de la Marine, dont il partage les conceptions sur la primauté souhaitable des porte-avions par rapport aux cuirassés au sein de la Flotte, et il est étiqueté comme faisant partie de la « clique de gauche » au sein de la Marine Impériale, hostile au rapprochement avec les dictatures fasciste et nazie, et à l'expansionnisme outre-mer.
Chef d'état-major de la Flotte de la Zone de Chine en octobre 1939, il est promu vice-amiral le 15 novembre, et devient Directeur du Commandement de l'Aéronautique Navale en octobre 1940. Il est nommé Commandant-en-Chef de la 4e Flotte, pour le secteur des Mers du Sud, le 11 août 1941, avec son Q.G. à Truk dans les Carolines Occidentales.

### La bataille de la mer de Corail
Début mai 1942, l'amiral Yamamoto qui souhaitait, en attaquant l'île de Midway, attirer la Flotte américaine du Pacifique dans une « bataille décisive », a accepté, à la demande de l'État-Major de l'Armée, de distraire la 5e Division de Porte-avions (les Shōkaku et Zuikaku, aux ordres du contre-amiral Hara), pour couvrir l'Opération Mo, qui consistait à débarquer à Guadalcanal et à Tulagi, dans l'archipel des îles Salomon, pour attaquer la liaison entre Hawaï et l'Australie et aller débarquer à Port Moresby, sur la côte sud-est de la Papouasie, pour assurer la sécurité de la base que les Japonais avaient installée à Rabaul en Nouvelle-Bretagne, contre une contre-offensive australienne. Les deux croiseurs Myōkō et Haguro aux ordres du vice-amiral Takagi, arrivant de Truk, devaient accompagner les grands porte-avions, la 6e Division de Croiseurs, aux ordres du contre-amiral Goto, partant de Rabaul, et renforcée du porte-avions léger Shōhō devait couvrir le débarquement dans les îles Salomon, puis couvrir l'attaque de Port-Moresby, prévue pour le 10 mai. Le vice-amiral Takagi était l'amiral le plus ancien à la mer, ce n'était pas un spécialiste des porte-avions, mais un sous-marinier, toutefois, il s'entendait bien avec le contre-amiral Hara, qui était un camarade de promotion à l'Académie Navale. Mais la responsabilité de l'ensemble de l'opération incombait au vice-amiral Inoue, Commandant la 4e Flotte, qui a gagné Rabaul sur son navire amiral, le croiseur Kashima.
Renseigné, grâce au déchiffrage du code japonais, sur les objectifs de l'ennemi, l'amiral Nimitz a envoyé deux Task Forces, constituées autour des porte-avions USS Lexington et Yorktown prendre position au sud-est des îles Salomon, en mer de Corail. L'aviation embarquée de l' USS Yorktown a frappé le premier coup en bombardant, dès le 4 mai au matin, les navires japonais devant Tulagi. Le 5, les grands porte-avions japonais entraient en mer de Corail, en contournant l'île de San Cristóbal, à l'est de Guadalcanal. Le 6, un porte-avions japonais était repéré, à proximité de l'île de Bougainville et l'aviation embarquée américaine le coulait le lendemain dans l'archipel des Louisiades. Mais ce n'était que le porte-avions léger Shōhō, qui ralliait le convoi qui devait attaquer Port-Moresby. Ce convoi se trouvant privé de couverture aérienne, le vice-amiral Inoue a décidé de différer cette attaque. Dans le même temps, les grands porte-avions japonais à qui un porte-avions et un croiseur américains avaient été signalés par erreur, ont attaqué, et immobilisé, le pétrolier USS Neosho et coulé son destroyer d'escorte. Une attaque de l'aviation embarquée japonaise lancée en fin d'après-midi, le 7 mai, ne réussit pas à repérer les porte-avions américains.
Le 8 mai, enfin, les aviations embarquées des deux camps ont repéré et attaqué les grands bâtiments adverses. Le Shokaku a été endommagé gravement, le Zuikaku plus légèrement. Les USS Yorktown et Lexington ont été sévèrement touchés, et le second a finalement dû être achevé par un destroyer américain. N'ayant plus qu'un porte-avions, au demeurant endommagé, le vice-amiral Fletcher a décidé de se retirer. Les porte-avions japonais sont rentrés au Japon, escortés de deux croiseurs de la 6e Division. L'USS Yorktown a regagné Pearl-Harbor, où il a été réparé à temps pour être présent à la bataille de Midway.
La bataille de la mer de Corail a été le dernier succès tactique de l'aviation embarquée japonaise. Mais stratégiquement, avec les dégâts infligés au Shōkaku et les pertes en pilotes de l'aviation embarquée du Zuikaku, la flotte japonaise s'est trouvée privée de deux porte-avions, les plus récents et les plus puissants, à la bataille de Midway. Quant à l'attaque de Port Moresby, l'armée japonaise a décidé de la mener au travers des monts de la Chaîne Owen Stanley, le long de la piste Kokoda, mais elle y a échoué, au cours de l'été 1942,.
Le 14 juillet, était créée une 8e Flotte japonaise, confiée au vice-amiral Mikawa, pour les Mers du Sud extérieures, par démembrement du secteur de la 4e Flotte, c'est-à-dire, au sud des possessions japonaises, obtenues sous mandat de la S.D.N., après la Première Guerre mondiale (îles Palaos et îles Carolines, à l'ouest, îles Mariannes, îles Marshall, à l'est).
Le 26 octobre 1942, le vice amiral Inoue quittait la 4e Flotte pour la direction de l'Académie Navale Impériale d'Etajima.
Deux ans plus tard, le 5 août 1944, il est nommé Vice Ministre de la Marine (l'amiral Yonai étant ministre) et il le reste jusqu'au mois de mai 1945. Le 15 mai, il est promu amiral et nommé Conseiller Naval. Il est mis à la retraite le 15 octobre 1945.
Après la guerre, Shigeyoshi Inoue devint un professeur d'anglais et de musique pour les enfants japonais, dispensant ses cours dans sa maison à Yokosuka.
Il décède à 86 ans, le 12 décembre 1975. Il est enterré au grand cimetière de Tama à Fuchū, Tokyo.